# Dynamine
Dynamine sind Enzyme, genauer GTPasen, die in der eukaryotischen Zelle eine Form der Endozytose vermitteln. Dabei sind Dynamine vornehmlich in der Abschnürung neu gebildeter Vesikel von der Membran eines Zellkompartiments involviert. Sie spielen aber auch beim Transport des Vesikels zur und beim Verschmelzen mit der Zielmembran eine Rolle. Dabei handelt es sich üblicherweise um die Membran des Golgi-Apparates oder die Zellmembran. Weiterhin spielen Dynamine eine Rolle bei der Teilung von Zellorganellen und Cytoplasma (Cytokinese) sowie bei der Abwehr mikrobieller Pathogene. Mutationen im für Dynamin-2 codierenden Gen können beim Menschen seltene erbliche Myopathien verursachen.
Dynamine gehören zur Dynamin-Proteinsuperfamilie, welche neben den klassischen Dynaminen auch die Dynamin-ähnlichen Proteine (englisch dynamine-like proteins, DLPs), Mx-Proteine, OPAs (kurz für engl. optic atrophy), Mitofusine und Guanylat-bindenden-Proteine (GBPs) umfasst.
Funktionell lassen sich die meisten eukaryotischen DLPs entweder in Membranspaltungs- oder Membranfusions-DLPs unterteilen.
Dynamin selbst ist ein 96 kDa schweres Spalt-DLP, das bei der Suche nach Mikrotubuli-bezogenen Motorproteinen im Gehirn von Rindern entdeckt wurde. Dynamin wurde im Rahmen der Clathrin-vermittelten Vesikelbildung an Zellmembranen umfassend erforscht und ist an der Clathrin-vermittelten Endozytose beteiligt.
Andere Spalt-DLPs, wie DRP1 (alias Dynamin-1-like protein, DNM1L) und DRP3A, wirken auf Zellorganellen, wie Mitochondrien und Peroxisomen.
Im Gegensatz dazu verschmelzen Fusions-DLPs wie Mitofusin (MFN), OPA1 oder Atlastin (ATL) die äußere Membran der Mitochondrien, die innere Membran der Mitochondrien respektive die Membran des endoplasmatischen Retikulums.
Das Fusions-DLP Fzl ist am Umbau der Thylakoidmembranen (TMs) in Chloroplasten beteiligt.

## Funktion
Dynamin bildet bei der Ausstülpung eines Vesikels aus einer Membran eine spiralförmige Struktur um den Hals des abknospenden Vesikels. Angetrieben durch GTP-Hydrolyse dehnt sich die Spirale der Länge nach aus, wobei sie sich enger um den Hals des Vesikels legt. Das führt schließlich zum Abschnüren der Vesikelmembran von der Ursprungsmembran. (Bilder dazu: siehe unter Weblinks)
Die Verengung der Dynaminspirale geht zum Teil auf eine Drehbewegung des Dynamins zurück, die streng von der GTPase-Aktivität abhängig ist.
Dynamin liegt als rechtsgängige Helix vor und die Drehbewegung durch GTP-Spaltung ist ebenfalls nach rechts, so dass sich die Dynaminspirale verkürzt, wie auch etwa ein Telefonkabel, das man dreht. Dynamin ist der einzige bekannte „molekulare Motor“, der eine solche Drehbewegung vollführt.

## Isoformen
In Säugetieren sind drei verschiedene Dynamin-Gene bekannt: Dynamin 2 wird in den meisten Zelltypen exprimiert, Dynamin 1 findet sich in Neuronen und Neuroendokrinen Zellen und Dynamin 3 wird besonders stark in den Hoden, aber auch in Herz, Gehirn und Lungen exprimiert.

## Epilepsie
Neue Studien weisen darauf hin, dass die Hemmung der Wechselwirkung zwischen Dynamin und Syndapin zur Unterbrechung der Kommunikation zwischen Nervenzellen führt. Dies könnte in Zukunft ein möglicher Angriffspunkt bei der Behandlung von Epilepsien, Gedächtnisschwund oder Schizophrenie sein.

## Bakterielle DLPs
Dynamin-ähnliche proteine (DLPs) kommen auch in Bakterien, speziell in Cyanobakterien wie z.  SynDLP in Synechocystis sp. PCC 6803 vor. SynDLP könnte möglicherweise ein bakterieller Vorfahre der eukaryotischen DLPs sein.